# Mopsella gracilis
Mopsella gracilis is een zachte koraalsoort uit de familie Melithaeidae. De koraalsoort komt uit het geslacht Mopsella. Mopsella gracilis werd in 1859 voor het eerst wetenschappelijk beschreven door Gray. 